# Карабашка (посёлок)
Карабашка — посёлок в Тавдинском городском округе Свердловской области России.

## Географическое положение
Посёлок Карабашка муниципального образования «Тавдинском городском округе» Свердловской области расположен в 53 километрах (по автотрассе в 85 километрах) к северо-северо-востоку от города Тавда, на левом берегу реки Карабашка (левый приток реки Тавда). В посёлке расположена железнодорожная станция Лобазиха Свердловской железной дороги.

## Население
| 2002 | 2010 | 2021 |
| ---- | ---- | ---- |
| 1037 | ↘705 | ↘268 |